# Círculo de Duentza
Douentza es una subdivisión administrativa (cercle o círculo) de la región de Mopti, en Malí. En abril de 2009 tenía una población censada de 246 625 habitantes y estaba formada por las siguientes comunas o municipios, que se muestran igualmente con población de abril de 2009:
- Dallah 8,103
- Dangol-Boré 26,540
- Débéré 6,953
- Dianwély 8,649
- Djaptodji 36,232
- Douentza 24,005
- Gandamia 5,961
- Haïré 30,008
- Hombori 23,103
- Kéréna 3,903
- Korarou 3,449
- Koubewel Koundia 13,180
- Mondoro 42,194
- Pétaka 5,553
- Tédjé 8,792[1]